# Hilda Rasula
Hilda Rasula (* 1979) ist eine US-amerikanische Filmeditorin. 

## Leben
Hilda Rasula wuchs als eine von zwei Töchtern einer chinesischstämmigen Mutter und eines finnischstämmigen Vaters zunächst in Los Angeles auf. Ihr Großvater George A. Rasula war Colonel in der US Army. Als Rasula in der Middle School war, zog ihre Familie nach Kanada; ihr letztes Jahr in der High School verbrachte sie in Frankreich.
Rasula studierte Filmproduktion an der York University in Toronto. Ihre Ausbildung im Filmschnitt erhielt sie als Assistentin von Michèle Hozer, mit der sie an zahlreichen kanadischen Film- und Fernsehproduktionen arbeitete. Nachdem sie über zehn Jahre in Kanada als Schnittassistentin gearbeitet hatte, kehrte Rasula 2009 nach Los Angeles zurück, wo sie seither als freischaffende Filmeditorin tätig ist.
Ab dem Jahr 2011 schnitt sie erste Episoden von Fernsehserien. Von 2014 bis 2017 schnitt Rasula 11 Episoden der Fernsehserie Transparent. 2020 war Rasula für den Schnitt von drei Episoden der Anthologie-Serie Little America verantwortlich. 2021 arbeitete sie beim Schnitt einiger Episoden der Dramedy-Fernsehserie The Premise mit Regisseur B. J. Novak zusammen, für den sie 2022 gemeinsam mit Andy Canny und Plummy Tucker auch die schwarze Komödie Rache auf Texanisch schnitt. 2023 schnitt Rasula Cord Jeffersons Literaturverfilmung Amerikanische Fiktion.
Rasula ist seit 2018 Mitglied der American Cinema Editors.
Aus ihrer Ehe mit Daryl Brook gingen zwei Kinder hervor.

## Filmografie (Auswahl)
- 2005: Sharia in Canada: Something to Fear? (Dokumentarfilm)
- 2005: Sharia in Canada: The Pitfalls of Diversity (Dokumentarfilm)
- 2006: Opening Soon (Fernsehserie, 1 Episode)
- 2008: Chef School (Fernsehserie, 18 Episoden)
- 2011: Marcel's Quantum Kitchen (Fernsehserie, 2 Episoden)
- 2011: Ruby (Dokumentarserie, 5 Episoden)
- 2011: Der unglaubliche Dr. Pol (The Incredible Dr. Pol, Dokumentarserie, 2 Episoden)
- 2012: Im Namen der Liebe (Fernsehfilm)
- 2013: I kærlighedens navn
- 2013: Mortified Nation
- 2014: Beach Pillows
- 2014–2017: Transparent (Fernsehserie, 11 Episoden)
- 2016: Rectify (Fernsehserie, 2 Episoden)
- 2017–2018: Damnation (Fernsehserie, 3 Episoden)
- 2018: Sorry for Your Loss (Fernsehserie, 5 Episoden)
- 2019: SMILF (Fernsehserie, 2 Episoden)
- 2020: Little America (Fernsehserie, 3 Episoden)
- 2020: French Exit
- 2021: The Premise (Fernsehserie, 2 Episoden)
- 2022: Our Flag Means Death (Fernsehserie, 3 Episoden)
- 2022: Rache auf Texanisch (Vengeance)
- 2022: Moving On
- 2023: Amerikanische Fiktion (American Fiction)